# 송지만
송지만(宋志晩, 1973년 4월 4일 (음력 3월 2일) ~ )은 전 KBO 리그 넥센 히어로즈의 외야수이자, KBO 리그 NC 다이노스의 타격코치로 활동했다.
LG트윈스의 1군 주루 외야코치로 활동했다.

## 선수 시절

### 한화 이글스시절
1996년에 2차 3라운드 전체 20순위 지명을 받아 입단하였다. 입단 동기 외야수인 좌타자 이영우와 외야진을 맡으며 팀의 1999년 한국시리즈 첫 우승에 기여했다. '기마 자세'라고 불리는 특유의 타격 폼으로 팀의 중심 타자로 활약했다. 2003년 팔 부상의 영향으로 부진해 팀 프런트와 마찰이 있었고, 시즌 후 당시 현대 소속이었던 투수 권준헌을 상대로 현대 유니콘스에 트레이드됐다. 그러나 이 트레이드는 권준헌이 부진하며 팀에게 실패한 트레이드가 됐다.

### 현대 유니콘스시절
이적 후 22홈런을 치며 제 기량을 회복했다. 이후 꾸준한 성적으로 팀 타선의 한 축이 됐다. 2006년에는 부상을 입은 박재홍을 대신해 제 1회 WBC에 출전했다.

### 넥센 히어로즈시절
2008년 팀 창단 이후 꾸준함의 상징으로서 구단을 대표했고 2003년을 제외하고 매년 100경기 이상 출전했다. 그리고 2010년 9월 24일에는 홍상삼을 상대로 역대 6번째 통산 300홈런을 기록했다. 그러나 2012년에는 개막 후 갑작스러운 부상으로 2군에 머물렀고, 1996년 데뷔 이후 가장 적은 14경기 출장에 그쳤다. 이로 인해 연봉이 8,000만원으로 대폭 삭감됐다. 박찬호, 박재홍이 2012년 시즌 후 은퇴하며 그는 KBO 리그의 '황금 세대'로 불리는 92학번 선수 중 유일하게 현역 생활을 이어갔다. 그러나 2014년에는 1군에 오르지 못했고 2군에서도 부상으로 경기 출장이 줄어들다가 결국 그 해 10월 7일에 은퇴를 선언했다. 그의 은퇴로 한국 야구의 황금 세대라고 불린 92학번 선수들이 모두 현역에서 은퇴했다.

## 지도자 경력
2015년부터 화성 히어로즈의 코치로 활동했고, 2018년부터 1군으로 승격돼 넥센 히어로즈의 외야 주루/1루 주루코치로 활동했다.
2020년부터 2022년까지는 KIA 타이거즈의 타격코치로 활동했다.
2023년부터 2024년까지 NC 다이노스의 타격코치로 활동했다.
2025년부터는 LG 트윈스의 1루 주루코치로 활동한다.

## 별명
- 한화 이글스 시절 인상적인 활약을 해 한화 팬들로부터 '황금 독수리'라고 불린다.
- 독실한 개신교 신자로 잘 알려져 있어 '송집사'라고 불린다.

## 출신 학교
- 인천서흥초등학교
- 인천 동산중학교
- 동산고등학교
- 인하대학교

## 주요 기록
- 2005년 5월 31일: 개인 통산 500사사구 (35번째)
- 2008년 4월 20일: 개인 통산 250홈런 (9번째)
- 2008년 6월 10일 : 개인 통산 1600안타 (7번째)
- 2009년 5월 19일 : 개인 통산 1700안타 (5번째)
- 2010년 8월 20일 : 개인 통산 3000루타 vs LG전(잠실) (3번째)
- 2010년 9월 24일 : 역대 통산 300홈런 vs 두산전(잠실) (6번째)
- 2011년 7월 21일 : 개인 통산 1800안타 (4번째)

## 대한민국 야구 국가대표팀 경력
- 2006년 제 1회 WBC

## 통산 기록
| 연도          | 소속 팀       | 경기수 | 타수 | 안타 | 2루타 | 3루타 | 홈런 | 득점 | 타점 | 도루 | 삼진 | 볼넷 | 사구 | 병살타 | 실책 | 타율  | 장타율 | 출루율 | OPS   |
| ------------- | ------------- | ------ | ---- | ---- | ----- | ----- | ---- | ---- | ---- | ---- | ---- | ---- | ---- | ------ | ---- | ----- | ------ | ------ | ----- |
| 1996년        | 한화          | 122    | 394  | 113  | 30    | 4     | 18   | 58   | 53   | 10   | 81   | 43   | 9    | 5      | 8    | 0.287 | 0.520  | 0.368  | 0.889 |
| 1997년        | 한화          | 117    | 414  | 110  | 26    | 1     | 14   | 46   | 45   | 12   | 91   | 35   | 7    | 8      | 3    | 0.266 | 0.435  | 0.333  | 0.768 |
| 1998년        | 한화          | 126    | 432  | 116  | 20    | 0     | 16   | 66   | 49   | 25   | 99   | 45   | 19   | 6      | 5    | 0.269 | 0.426  | 0.363  | 0.789 |
| 1999년        | 한화          | 132    | 476  | 148  | 24    | 11    | 22   | 76   | 74   | 20   | 88   | 28   | 4    | 7      | 4    | 0.311 | 0.546  | 0.352  | 0.898 |
| 2000년        | 한화          | 120    | 468  | 158  | 33    | 2     | 32   | 93   | 90   | 20   | 72   | 52   | 7    | 10     | 5    | 0.338 | 0.622  | 0.409  | 1.031 |
| 2001년        | 한화          | 108    | 344  | 98   | 19    | 0     | 22   | 55   | 69   | 5    | 69   | 36   | 4    | 9      | 1    | 0.285 | 0.532  | 0.357  | 0.889 |
| 2002년        | 한화          | 131    | 488  | 142  | 18    | 2     | 38   | 84   | 104  | 8    | 136  | 58   | 9    | 14     | 6    | 0.291 | 0.570  | 0.375  | 0.945 |
| 2003년        | 한화          | 74     | 273  | 69   | 16    | 3     | 9    | 41   | 34   | 8    | 60   | 34   | 8    | 3      | 2    | 0.253 | 0.432  | 0.351  | 0.784 |
| 2004년        | 현대          | 132    | 486  | 129  | 21    | 0     | 22   | 80   | 74   | 6    | 127  | 63   | 9    | 16     | 2    | 0.265 | 0.444  | 0.360  | 0.805 |
| 2005년        | 현대          | 123    | 436  | 118  | 22    | 0     | 24   | 70   | 74   | 3    | 101  | 43   | 24   | 9      | 3    | 0.271 | 0.486  | 0.366  | 0.852 |
| 2006년        | 현대          | 119    | 441  | 119  | 16    | 0     | 16   | 76   | 53   | 8    | 69   | 43   | 13   | 10     | 3    | 0.270 | 0.415  | 0.351  | 0.766 |
| 2007년        | 현대          | 120    | 413  | 116  | 25    | 0     | 15   | 54   | 64   | 10   | 68   | 44   | 6    | 12     | 2    | 0.281 | 0.450  | 0.355  | 0.805 |
| 2008년        | 우리          | 118    | 414  | 116  | 18    | 0     | 13   | 48   | 62   | 4    | 82   | 28   | 5    | 11     | 3    | 0.280 | 0.418  | 0.330  | 0.748 |
| 2009년        | 히어로즈      | 115    | 374  | 108  | 15    | 3     | 22   | 69   | 67   | 10   | 122  | 52   | 8    | 10     | 5    | 0.289 | 0.521  | 0.384  | 0.905 |
| 2010년        | 넥센          | 127    | 375  | 109  | 15    | 1     | 17   | 52   | 63   | 5    | 85   | 41   | 8    | 5      | 3    | 0.291 | 0.472  | 0.367  | 0.839 |
| 2011년        | 넥센          | 106    | 301  | 80   | 8     | 1     | 9    | 43   | 43   | 9    | 78   | 38   | 3    | 5      | 1    | 0.266 | 0.389  | 0.351  | 0.739 |
| 2012년        | 넥센          | 14     | 40   | 7    | 0     | 0     | 0    | 2    | 4    | 2    | 9    | 4    | 1    | 3      | 0    | 0.175 | 0.175  | 0.261  | 0.436 |
| 2013년        | 넥센          | 34     | 51   | 14   | 1     | 0     | 2    | 6    | 8    | 0    | 14   | 4    | 1    | 1      | 0    | 0.275 | 0.412  | 0.339  | 0.751 |
| 통산 : 18시즌 | 통산 : 18시즌 | 1938   | 6620 | 1870 | 327   | 28    | 311  | 1019 | 1030 | 165  | 1451 | 691  | 145  | 144    | 56   | 0.282 | 0.481  | 0.361  | 0.842 |

## 같이 보기
- KBO 리그 개인 통산 최다 안타